# Camouflage (Matthews)
Camouflage is een studioalbum van Iain Matthews. Het maakt deel uit van een serie albums die verscheen als Notebook; geen officieel album, maar opnamen die beschikbaar werden gesteld via zijn website. Camouflage bevat in tegenstelling tot de andere albums in de serie "echte" liveopnamen, dus niet alleen als soloartiest in de geluidsstudio ingespeeld, maar in "echte" zalen. De opnamen dateren van 1971 tot 1995. In 1995 verscheen het album los; in 2002 volgde een heruitgave in de box set The Complete Notebook Series. 
De ondertekening bevatte een aanwijzing van de raadselachtig titel van een eerder album van Matthews; de datering vermeldde Swine Lake, Texas, augustus 1995, album Excerpts from Swine Lake.

## Muziek
Alle van Matthews tenzij aangegeven:
| track | lied                                    | schrijver      | jaar                                                            | wie speelt                                                                      | tijd |
| ----- | --------------------------------------- | -------------- | --------------------------------------------------------------- | ------------------------------------------------------------------------------- | ---- |
| 1     | There’s a Woody Guthrie song            | Matthews       | 1971, radio-opname Engeland                                     | Matthews Andy Roberts Richard Thompson                                          |      |
| 2     | Keep on sailing                         | Matthews       | 11 september 1990 Quasimodo Club, Berlijn                       | Matthews Roberts                                                                |      |
| 3     | For the lonely hunter                   | Matthews       | 1 juni 1991 Spiral hall, Tokio                                  | Matthews Bradley Kopp                                                           |      |
| 4     | And me                                  | Matthews       | 12 juni 1991 radio-opname Charleston (North Carolina)           | Matthews Demi Bonet (altviool)                                                  |      |
| 5     | True location of the heart              | Matthews       | 12 juni 1992 Towne Crier, Pawling (New York)                    | Matthews Jim Fogarty                                                            |      |
| 6     | Compass and chart                       | Matthews       | 11 juli 1992 Brosella Festival, Brussel                         | Matthews Roberts                                                                |      |
| 7     | Even the guiding light                  | Matthews       | idem                                                            | idem                                                                            |      |
| 8     | The rat and the snake                   | Mark Germino   | idem                                                            | idem                                                                            |      |
| 9     | Evening sun                             | Matthews       | 30 augustus 1992 radio-opname WHHY, Philadelphia (Pennsylvania) | Matthews Lindsey Gilmour (zang) Jim Fogarty (gitaar) Richard Sleigh (harmonica) |      |
| 10    | House unamerican activities blues dream | Richard Farina | 26 augustus 1993 Sport Hotel, Mayrhofen (Oostenrijk)            | Plainsong: Matthews Roberts Mark Griffiths Julian Dawson                        |      |
| 11    | Next time around                        | Matthews       | idem                                                            | idem                                                                            |      |
| 12    | Back of the bus                         | Matthews       | idem                                                            | idem                                                                            |      |
| 13    | A lamb in armour                        | Matthews       | 25 januari 1995 Karlsruhe, Duitsland                            | Matthews Kopp                                                                   |      |
| 14    | Rains of ‘62                            | Matthews       | idem                                                            | idem                                                                            |      |
| 15    | Reno Nevada                             | Richard Farina | idem                                                            | idem                                                                            |      |

Cd 1: Nights in Manhattan · Cd 2: Live alone · Cd 3: Intimate wash · Cd 4: Camouflage · Cd 5: Woodshedding